# Saint-Jouin-de-Blavou
Saint-Jouin-de-Blavou ist eine französische Gemeinde mit 307 Einwohnern (Stand: 1. Januar 2022) im Département Orne in der Region Normandie. Sie gehört zum Arrondissement Mortagne-au-Perche und zum Kanton Mortagne-au-Perche.

## Lage
Die Gemeinde Saint-Jouin-de-Blavou liegt an der oberen Huisne im Regionalen Naturpark Perche, zehn Kilometer südwestlich von Mortagne-au-Perche. Nachbargemeinden von Saint-Jouin-de-Blavou sind Parfondeval und Saint-Denis-sur-Huisne im Nordosten, Le Pin-la-Garenne im Osten, Bellavilliers im Südosten, Belforêt-en-Perche im Südwesten, Pervenchères im Westen sowie Coulimer im Nordwesten.

## Bevölkerungsentwicklung
| Jahr                       | 1962 | 1968 | 1975 | 1982 | 1990 | 1999 | 2011 | 2021 |
| -------------------------- | ---- | ---- | ---- | ---- | ---- | ---- | ---- | ---- |
| Einwohner                  | 474  | 398  | 322  | 284  | 302  | 309  | 305  | 298  |
| Quellen: Cassini und INSEE |      |      |      |      |      |      |      |      |

## Sehenswürdigkeiten
- Kirche Saint-Jouin
- Herrenhaus Chanceaux, Monument historique

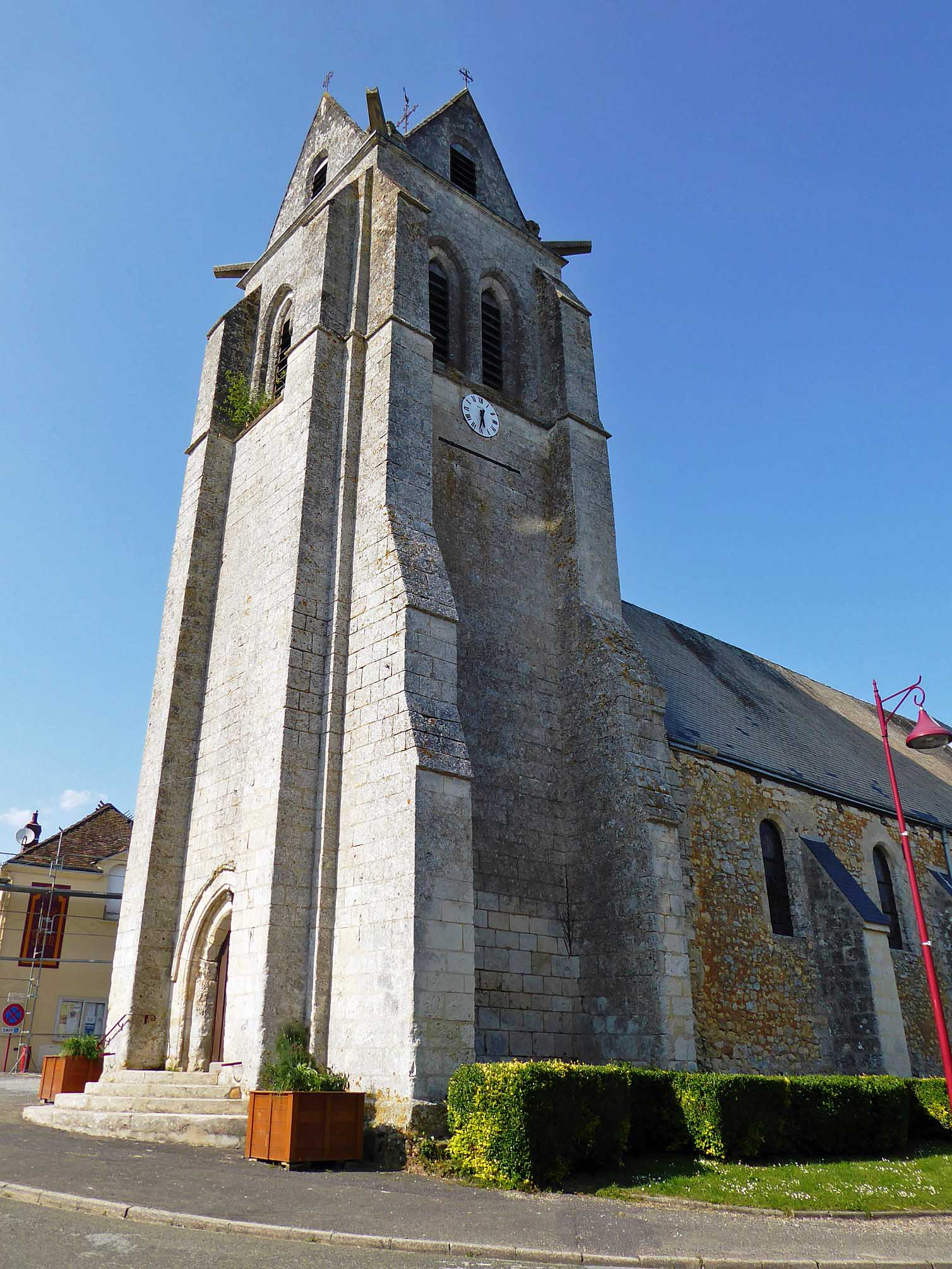
Kirche Saint-Jouin
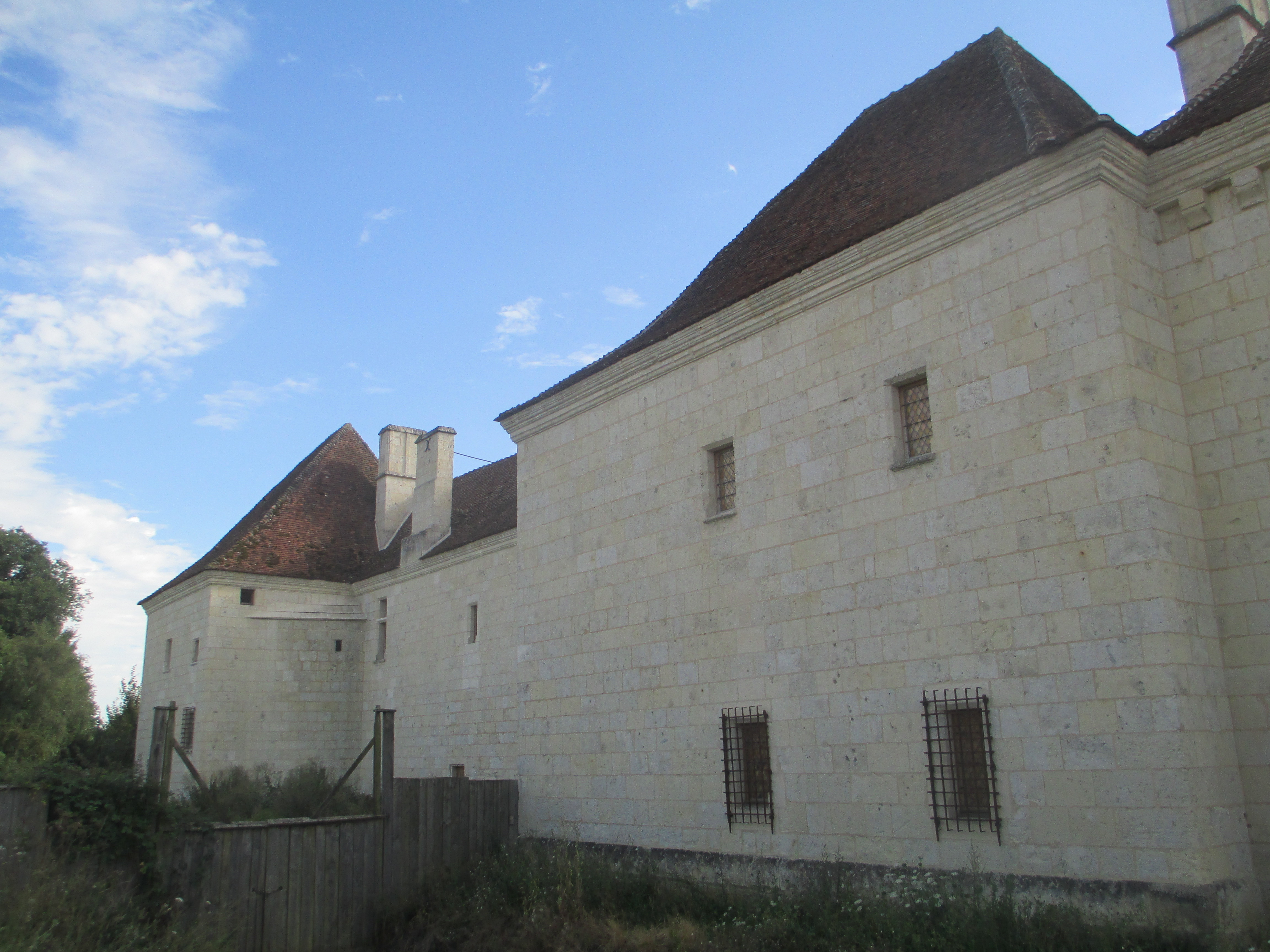
Herrenhaus Chanceaux